# Darnétal
Darnétal é uma comuna francesa na região administrativa da Normandia, no departamento de Sena Marítimo. Estende-se por uma área de 4,93 km². Em 2010 a comuna tinha 9 857 habitantes (densidade: 1 999,4 hab./km²).984 hab/km².